# هنري روي
هنري روي (بالفرنسية: Henri Roy)‏ هو سياسي فرنسي، ولد في 17 فبراير 1873 في فرنسا، وتوفي في 24 أغسطس 1950 في باريس في فرنسا. حزبياً، نشط في Republican, Radical and Radical-Socialist Party ‏. وقد انتخب عضو مجلس الشيوخ في الجمهورية الفرنسية الثالثة وانتخب نائب فرنسي.